# 吳金木
吳金木（1924年—2001年8月），彰化人，灰面鷲保育者，提供八卦山土地作賞鷹平臺。

## 生平

### 保育活動
吳金木生於1924年，在二十世紀中葉和妻子遷居至八卦山以種植蔬果為生。
灰面鷲每年路過臺灣二次，一群通常由六、七十隻至二百隻不等：一次是十月中旬途經恆春半島，然後繼續飛至低緯度的南洋群島度冬；另一次南洋群島向北回飛，於三月下旬在八卦臺地和大肚山的樹林略作休息，然後再向北飛至高緯度之西伯利亞繁殖。其中八卦臺地頗佳的賞鷹平台，是從八卦山大佛風景區下舊牌樓的公園路往山上走，經自來水公司轉武陵路，約十分鐘車程可達，正為吳金木所有的土地。他曾感言不法之徒為了維持灰面鷲雄姿英發，就設計鳥仔踏來夾鳥脖子，使其在被夾死瞬間，鷹眼張大，張開嘴巴，如此才符合製作標本的要求，認為很殘忍。自墾丁國家公園成立後，因有國家公園警察，依據法令而大力取締與罰鍰，而減少獵鷲行為；但春季移棲北上，路過八卦山和大肚山的灰面鷲，則無警察的蒞臨照顧，致使獵鷲陷阱在八卦山到北坑山到處叢立。
1991年3月10日，臺灣省野鳥協會於國立自然科學博物館成立，並於該月到4月20日對進行八卦山的灰面鷲生態調查。當他們來到八卦山觀察時，吳金木前來熱心地講述山居歲月中觀察鳥類的心得，剛好補綴了觀測灰面鷲之前的空白紀錄，於是協會便力邀他作擔任義工保護鳥類。
每年清明節前後期間，吳金木協助觀測灰面鷲遷徙情形，假日就為遊客解說八卦山生態。原先協會在山中沒有硬體展覽設備，他便主動搭木屋、展示木牆和棚架，讓縣政府、彰化鳥會等單位懸掛文宣品。他曾說人要為子孫留下淨土和永續使用的自然資源，便把他山上的住屋滿植了西印度櫻桃，給附近的野鳥吃。因他熟悉當地地形，知道那裡有人網鳥，就自己去破壞陷阱，因此私底下鳥會的人都稱他為「鳥仔踏剋星」。
鐵砧山劍井古碑記載亡靈在清明會化作鷹，飛回鐵砧山的傳說。吳金木希望1990年代末去世的妻子也會像灰面鷲一樣，魂魄會回八卦山探望他，於是更加投入保育灰面鷲。2001年3月19日，農委會森林處長陳溪洲頒獎保護灰面鵟鷹有功人士，有常年協助鷹揚八卦活動的凱楠汽車公司總經理徐天派、富王汽車經理賴嘉輝、風景區管理所所長楊宏奎、無償提供土地舉辦賞鷹活動的侯有坤、吳金木。
吳金木在2001年8月因心肺衰竭長逝，姚嘉文擔任治喪會榮譽主委。同月28日鳥會人員表示，也許吳金木隨著他的愛妻魂魄，準備比翼雙飛到溫暖的南國。
吳金木辭世後，他留下的賞鷹平台景點一度被蔓澤蘭和垃圾佔領，由桃源社區居民認養。

### 政治活動
吳金木歷經二二八事件後，人生觀有很大轉變。他曾參加由鄭南榕、陳永興、李勝雄等發起的二二八和平日促進會於1987年3月7日在彰化市的遊行，製作靈位作遊行道具，當時屬於戒嚴末期，因此和其他人被鎮暴警察及便衣人員毆打。他也是民主進步黨創黨黨員，曾為姚嘉文助選。